# Mykola Totchytsky
Mykola Totchytsky (en ukrainien : Микола Станіславович Точицький) est un diplomate et homme politique ukrainien, ministre de la Culture de l'Ukraine depuis le 5 septembre 2024.

## Carrière
Le 8 février 2010 il est nommé représentant pour l'Ukraine auprès de l'Union européenne (auprès du Conseil de l’Europe d’après le journal officiel de la République d’Ukraine).
Il devient ambassadeur en Belgique en 2016. Il est nommé ministre au sein du gouvernement Chmyhal le 5 septembre 2024.